# Prosopocera ndinguelei
Prosopocera ndinguelei är en skalbaggsart som beskrevs av Teocchi och Henri L. Sudre 2003. Prosopocera ndinguelei ingår i släktet Prosopocera och familjen långhorningar. Inga underarter finns listade i Catalogue of Life.